# Ткибули
Ткибу́ли — город в Грузии, административный центр Ткибульского муниципалитета.
Население — 9770 жителей (2014).
Расположен на юго-западных склонах Рачинского хребта, в 42 км северо-восточнее Кутаиси, в 165 км северо-западнее Тбилиси. Конечный пункт железной дороги Риони — Кутаиси — Ткибули. Также в городе находится сеть ведомственных подъездных железнодорожных путей.

## Промышленность
Добыча каменного угля (Ткибули-Шаорское месторождение). Переработка чайного листа.
В окрестностях Ткибули расположены Ткибульская и Шаорская ГЭС.

## Известные уроженцы, жители
- Рагозин, Николай Петрович (1953—2020) — политический деятель Донецкой Народной Республики. Депутат Народного Совета Донецкой Народной Республики первого созыва. Кандидат философских наук. Почётный профессор Донецкого национального технического университета, заведующий кафедрой социологии и политологии ДонНТУ.
- Цулукидзе Антон Григорьевич (17 марта 1921, Ткибули — неизвестно) — советский музыковед. Заслуженный деятель искусств Грузинской ССР (1967). Кандидат искусствоведения (1979).

- Ониани, Тариэл Гурамович (2 июня 1957) — «вор в законе». Один из лидеров «кутаисской преступной группировки».

## Достопримечательности
У здания городской администрации ранее располагался памятник Иосифу Сталину, установленный ещё при его жизни. В начале 1990-х годов памятник был снесен, но в конце 1990-х по настоянию Президента Эдуарда Шеварднадзе он был восстановлен. По заявлению властей, памятник был снесен в рамках реконструкции центра города, которая была запланирована ещё в 2009 году.